# Amazon Go
Amazon Go is een supermarktketen van gemakswinkels in de Verenigde Staten uitgebaat door Amazon.com. Het heeft anno 2020 26 open en aangekondigde locaties in Seattle, Chicago, San Francisco en New York.